# 321 до н. е.

## Події
- почалася перша війна діадохів
- Внутрішній конфлікт у Сиракузах (321 – 317)

## Померли
- Кратер — діадох.
- Пердікка (діадох)